# Sinoalaria
Genre
Synonymes
- Alaria Zhao & Li, 2012 nec Schrank, 1788

Sinoalaria est un genre d'araignées aranéomorphes de la famille des Theridiosomatidae.

## Distribution
Les espèces de ce genre se rencontrent en Asie du Sud-Est et en Chine.

## Liste des espèces
Selon World Spider Catalog (version 24.5, 27/08/2023) :
- Sinoalaria bicornis (Lin, Li & Jäger, 2014)
- Sinoalaria cavernicola (Lin, Li & Jäger, 2014)
- Sinoalaria chengguanensis (Zhao & Li, 2012)
- Sinoalaria chi Yu & Lin, 2023
- Sinoalaria navicularis (Lin, Li & Jäger, 2014)
- Sinoalaria nitida (Zhao & Li, 2012)
- Sinoalaria prolata (Zhao & Li, 2012)
- Sinoalaria shenhei Yu & Lin, 2023
- Sinoalaria shuidi Yu & Lin, 2023
- Sinoalaria xiaotu Yu & Lin, 2023

## Systématique et taxinomie
Alaria Zhao & Li, 2012, préoccupé par Alaria Schrank, 1788, été remplacé par Sinoalaria par Zhao et Li en 2014.

## Publication originale
- Zhao & Li, 2014 : « Sinoalaria, a name to replace Alaria (Araneae, Theridiosomatidae). » Acta Arachnologica Sinica, vol. 23, no 1, p. 41.
- Zhao & Li, 2012 : « Eleven new species of theridiosomatid spiders from southern China (Araneae, Theridiosomatidae). » ZooKeys, no 255, p. 1-48 (texte intégral).